# Chaetodipus hispidus
Chaetodipus hispidus е вид бозайник от семейство Торбести скокливци (Heteromyidae).

## Разпространение
Видът е разпространен в Мексико (Дуранго, Идалго, Коауила де Сарагоса, Нуево Леон, Сакатекас, Сан Луис Потоси, Синалоа, Сонора, Тамаулипас и Чиуауа) и САЩ (Аризона, Канзас, Колорадо, Луизиана, Монтана, Небраска, Ню Мексико, Оклахома, Северна Дакота, Тексас, Уайоминг и Южна Дакота).